# Xinglongzhen (ort i Kina, Shandong Sheng, lat 37,23, long 117,33)
Xinglongzhen (kinesiska: 兴隆镇) är en ort i Kina. Den ligger i provinsen Shandong, i den östra delen av landet, omkring 70 kilometer nordost om provinshuvudstaden Jinan. Antalet invånare är 38 234. Befolkningen består av 19 150 kvinnor och 19 084 män. Barn under 15 år utgör 18,0 %, vuxna 15-64 år 71 %, och äldre över 65 år 9,0 %.
Runt Xinglongzhen är det tätbefolkat, med 550 invånare per kvadratkilometer. Det finns inga andra samhällen i närheten. Trakten runt Xinglongzhen består till största delen av jordbruksmark.
Genomsnittlig årsnederbörd är 755 millimeter. Den regnigaste månaden är juli, med i genomsnitt 289 mm nederbörd, och den torraste är mars, med 5 mm nederbörd.